# 손창윤
손창윤(孫昌潤, 일본식 이름: 德富潤世, 1891년 ~ ?)은 일제강점기의 기업인이다.

## 생애
평안남도 룡강군의 빈한한 가정에서 태어났다. 가정 형편이 어려워 학교는 다니지 못했으며, 12세에 평양에 올라와 친척이 운영하는 상점에서 점원으로 종사하였다.
1907년에 평양의 장로교 계열 거물 실업인인 박치록이 운영하던 양말공장이 문을 닫자, 이를 인수하여 삼공양말공장이라 명명하고 운영하기 시작했다. 삼공양말공장 경영 성공으로 속옷 산업에 재투자하면서 점차 부를 쌓아갔다.
양말 생산을 위해 삼공철공소를 설치하고 1920년에는 삼공상회를 설립해 사장에 취임하였다. 일본 오사카 시를 직접 방문하고 들여온 직조기를 이용하여 속옷을 생산하면서 강동군 일대의 농가에 기계와 원료를 공급하는 위탁경영 방식을 도입한다거나 연관 기업의 자영체제 경영을 추구하는 등 혁신적인 경영으로 성공을 거듭하였다.
양말생산조합 초대 조합장을 지내는 등 평양의 쟁쟁한 토착 자본가로 대접받게 되었고, 사업 범위는 양말에서 속옷과 수건으로 점차 넓혀졌다. 1940년에는 평양에 반도섬유공업주식회사를 설립하여, 폐품을 이용하여 재생섬유사를 활용하는 방식을 시도했다.
태평양 전쟁 시기에 중기관총 50정을 일본군에게 헌납하는 등 군수품 헌납으로 전쟁에 협력한 행적이 있다. 종전 후 평양에 머물다가 한국 전쟁 중 월남하여 대한민국에서도 기업 활동을 하였다.
2008년 민족문제연구소가 발표한 친일인명사전 수록예정자 명단 중 경제 부문에 포함되었다. 손창윤이 무일푼에 출발하여 기업가로 성공한 뒤 그 결과를 사회에 환원하였으므로, 친일 행적은 인정하나 이것이 그의 인생에서 중심이 아니고 친일인명사전에 들어가는 것은 부당하다는 의견도 있다.

## 참고자료
- 손창윤(孫昌潤) - 한국학중앙연구원